# (3652) Soros
(3652) Soros (1981 TC3) – planetoida z pasa głównego asteroid okrążająca Słońce w ciągu 3,64 lat w średniej odległości 2,37 au Odkryła ją Tamara Smirnowa 6 października 1981 roku.